# Secrétariat pour l'économie
Le secrétariat pour l'économie est un dicastère de la curie romaine, créé en 2014 et chargé des questions économiques et financières du Saint-Siège et de l'État de la Cité du Vatican.

## Historique et mission
Le secrétariat est créé le 24 février 2014 par les articles 4 à 6 du motu proprio Fidelis dispensator et prudens du pape François, en même temps que le conseil pour l'économie. Ce nouveau secrétariat est alors présenté comme le ministère des finances ou de l'économie qui faisait défaut au Vatican,,,.
Le secrétariat est établi en tant que dicastère de la curie romaine, tel que défini dans la constitution apostolique Pastor Bonus. Placé sous l'autorité directe du pape, il est chargé de mettre en œuvre, conformément aux orientations définies par le conseil pour l'économie, les politiques de contrôle économique et budgétaire des structures et des activités administratives et financières des dicastères de la curie romaine, des institutions liées au Saint-Siège et de l'État de la Cité du Vatican. Il met également en œuvre les politiques et les procédures d'acquisitions et d'attribution des ressources humaines. Il est dirigé par un cardinal-préfet qui « collabore avec le secrétaire d’État ». Le préfet est assisté d'un prélat secrétaire général.
Lors de la promulgation, le 24 février, le pape nomme en même temps comme premier préfet du secrétariat, le cardinal George Pell. Le 3 mars suivant, il nomme son secrétaire particulier Mgr Alfred Xuereb, comme secrétaire général.
Le 4 juin 2014, le secrétariat pour l'économie s'installe dans la tour Saint-Jean.
Dans le prolongement du motu proprio fidelis dispensator et prudens le pape en publie un second le 9 juillet 2014 par lequel il modifie les articles 172 et 173 de Pastor Bonus et abroge les articles 174 et 175. Ces changements ont pour but de transférer au secrétariat pour l'économie, la section ordinaire de l'Administration du patrimoine du siège apostolique (APSA) chargée de la l'administration des biens du Saint-Siège. L'APSA ne conserve plus que les missions précédemment dévolues à sa section extraordinaire et qui sont celles d'une banque centrale.
Le 6 novembre 2014, le cardinal-préfet Pell publie un manuel sur les politiques de gestion financière prévu pour entrer en vigueur le 1er janvier 2015, qui doit aider les dicastères de la curie dans l'élaboration de leurs bilan financier. Ce document a été approuvé par le Conseil pour l'économie et le pape François.
Les statuts du secrétariat pour l'économie sont publiés avec ceux du conseil pour l'économie et du service du réviseur général le 3 mars 2015. Ces statuts ont été approuvés sous la forme d'un motu proprio par le pape le 22 février et entrent en vigueur à compter du 1er mars,.
Le 9 juillet 2016, le motu proprio I beni temporali du pape François en date du 4 juillet sur une réforme des relations entre le secrétariat pour l'économie et l'APSA, le texte abroge notamment l'article 17 des statuts du secrétariat.

## Direction
Depuis la publication des statuts le 3 mars 2015, les membres de la direction du secrétariat sont tous nommés ad quinquennium. La direction est composée d'un préfet dirigeant et représentant le secrétariat. Celui-ci est assisté d'un prélat secrétaire général chargé d'aider le préfet dans la section sur le contrôle de la vigilance, et d'un prélat secrétaire pour la section administrative.
- Préfet : Maximino Caballero Ledo[15]
- Prélat secrétaire général : vacant (depuis le 26 février 2018 et la nomination d'Alfred Xuereb comme nonce apostolique en Corée du Sud (en) et en Mongolie (en))
- Prélat secrétaire : Luigi Mistò (en) (depuis le 14 avril 2015)[16].

### Anciens responsables
- George Pell, préfet (24 février 2014 - 26 février 2019)
- Juan Antonio Guerrero Alves, préfet (1er janvier 2020[17] - 30 novembre 2022)